# Dietmar Horst

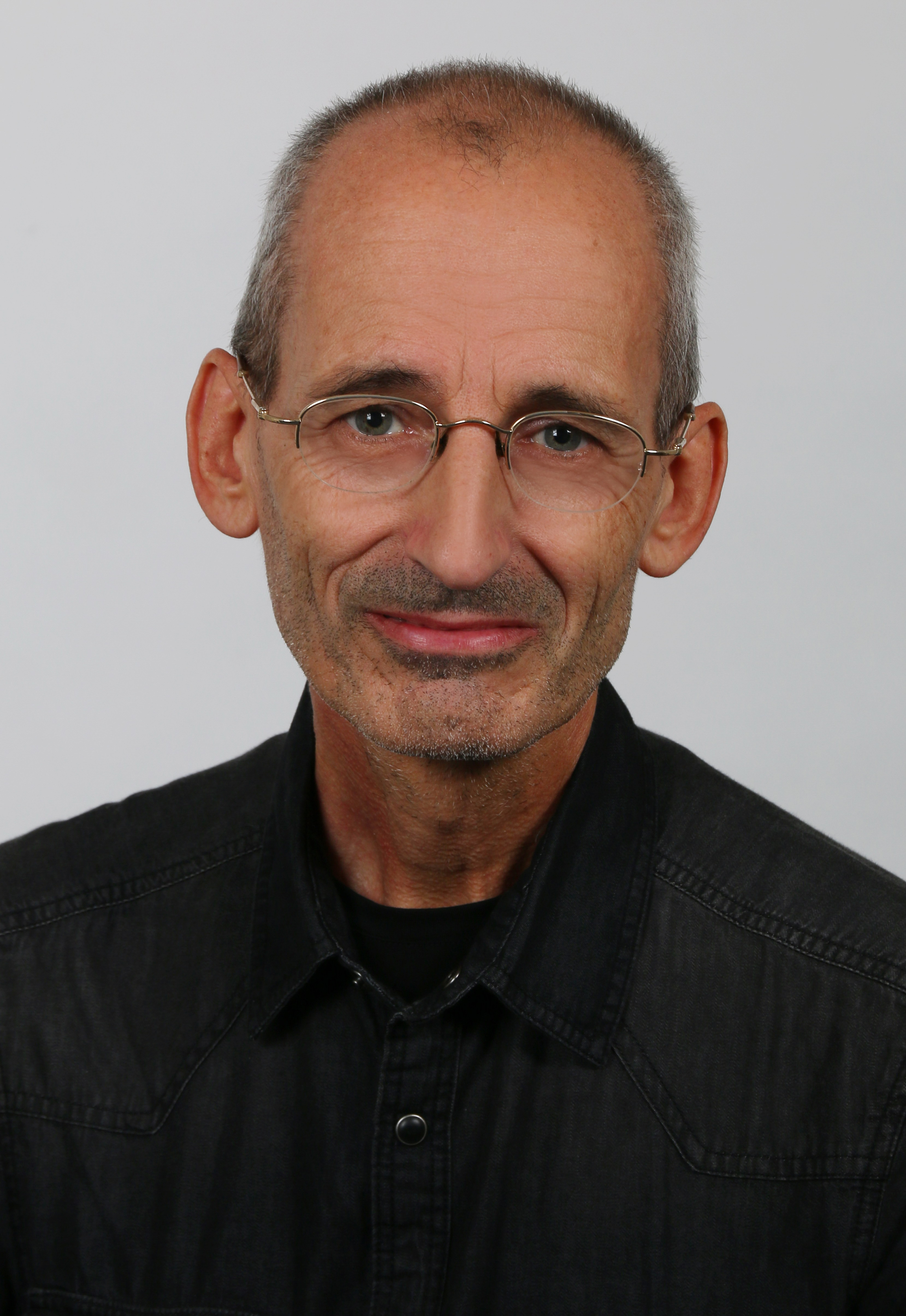
Dietmar Horst (September 2020)

Dietmar Horst (* 17. Dezember 1962 in Zams) ist ein österreichischer Publizist und Schriftsteller.

## Leben
Horst studierte ab 1981 die Fächer Publizistik, Pädagogik und Philosophie an den Universitäten Wien und Salzburg. Mit einer empirischen Untersuchung promovierte er 1990 zum Dr. phil. Er arbeitete für verschiedene Printmedien und verfasst auch belletristische Werke.
Horst lebt und arbeitet in Salzburg.

## Werke
- Gratisanzeiger in Österreich – Bestandsaufnahme und Funktionsanalyse. (Dissertationen der Univ. Salzburg; Bd. 29.) VWGÖ-Verlag, Wien 1990, ISBN 3-85369-807-7.
- Der Tänzer auf den Wellen – Das merkwürdige Leben des Rudolf Charles von Ripper. Berenkamp Verlag, Hall in Tirol 2010, ISBN 978-3-85093-260-8.
- Das Geheimnis des großen Jägers. Erzählung. Arovell Verlag, Gosau 2014, ISBN 978-39028-085-85.
- Taxham Blues. Gedichte. Verlag Innsalz, Munderfing 2017, ISBN 978-3-903154-40-7.
- Der römische Centurio. Verlag Bernhard Albert Greiner, Grenzach-Wyhlen 2020, ISBN 978-3-86705-087-6.
- Thea Sternheim oder Das Lächeln der Magier. Biografie. Vergangenheitsverlag, Berlin 2023, ISBN 978-3-86408-307-5.

## Belege
- Radio-Interview mit Dietmar Horst auf der Leipziger Buchmesse 2014 (Moderation: Erika Preisel). Cultural Broadcasting Archive, 14. März 2014
- Eintrag im Autorenlexikon des Literaturport Berlin Brandenburg